# Wilhelm Noë
Wilhelm Noë (Karlsruhe, 6 december 1890 –  18 juli 1956) was een Duits voetballer. 

## Biografie
Noë begon zijn carrière bij Karlsruher FC Phönix. Nadat de club stadsrivaal KFV steeds moest laten voorgaan in de competitie konden ze in 1909 regionaal kampioen worden. In de Zuid-Duitse eindronde konden ze ook de titel veroveren zodat ze deelnamen aan de nationale eindronde. In de kwartfinale tegen 1. FC 1894 München-Gladbach scoorde hij de 0-3 in de 0-5 overwinning. In de halve finale maakte Noë haast eigenhandig brandhout van SC Erfurt 1895. Nadat hij kort voor de rust al een keer scoorde maakte hij nog een hattrick na de rust en het werd 9-1. In de finale namen ze het op tegen titelverdediger Berliner TuFC Viktoria 89. Hoewel Willi Worpitzky de hoofdstedelingen op voorsprong bracht kon Arthur Beier de gelijkmaker binnen trappen in de 30ste minuut. Met nog twee goals van Noë en een goal van Hermann Leibold stond het 4-1 voor Phönix. Helmut Röpnack kon nog de aansluitingstreffer maken, maar Phönix had de titel binnen. 
Als titelverdediger mocht de club ook het jaar erna aantreden in de eindronde. In de kwartfinale tegen VfB Leipzig viel Leibold na 25 minuten uit met een beenblessure. Toch won Phönix met 1-2 en plaatste zich voor de halve finale, waar er zowaar een stadsderby gespeeld werd tegen KFV, dat al de Zuid-Duitse titel veroverd had. KFV kwam 2-0 voor en in de 65ste minuut maakte Beier de aansluitingstreffer maar dit kon niet beletten dat de stadsrivaal amper een jaar na Phönix ook de Duitse landstitel won. 
In 1910 trok hij naar het noorden van Duitsland, waar hij met Victoria Hamburg vicekampioen werd in de regionale competitie. Nadat hij twee jaar terugkeerde naar Karlsruhe ging hij opnieuw naar een Noord-Duitse club, waar hij voor Hannover 96 speelde. Tijdens de Eerste Wereldoorlog speelde hij voor Hallescher FC 1896 waarmee hij in 1917 en 1919 Midden-Duits kampioen werd. Hij beëindigde zijn carrière bij Arminia Bielefeld. Hiermee werd hij nog West-Duits kampioen in 1922 en 1923 en nam zo telkens deel aan de nationale eindronde waar Arminia werd uitgeschakeld in de eerste rond door respectievelijk FC Wacker München en SC Union 06 Oberschöneweide. 